# Broadway Jones
Broadway Jones er en amerikansk stumfilm fra 1917 af Joseph Kaufman.

## Medvirkende
- George M. Cohan som Broadway Jones.
- Marguerite Snow som Josie Richards.
- Russell Bassett som Andrew Jones.
- Crauford Kent som Robert Wallace.
- Ida Darling som Mrs. Gerard.